# Torso (film)

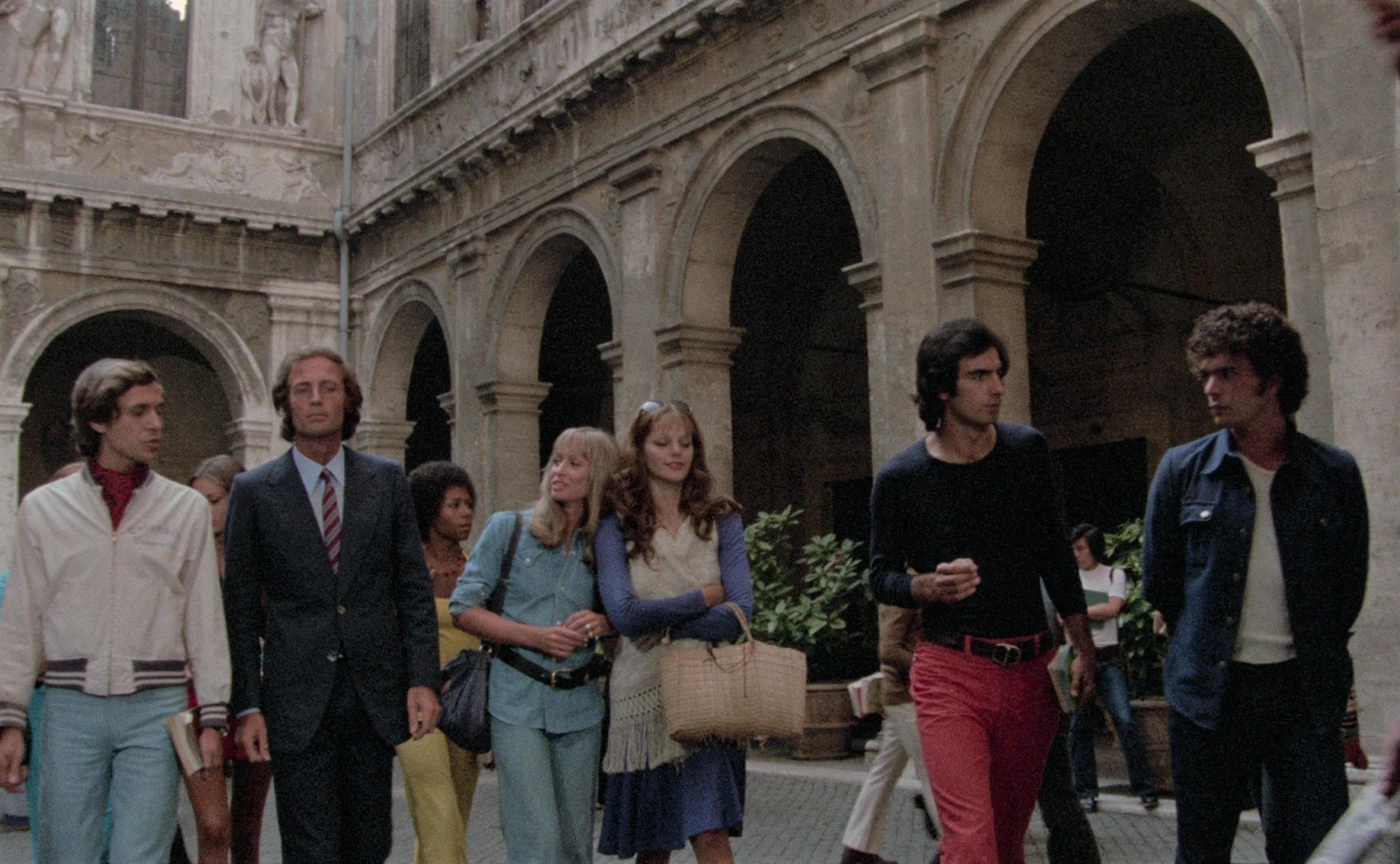

Torso (italienska I corpi presentano tracce di violenza carnale) är en italiensk giallo från 1973 i regi av Sergio Martino.